# La Horaine
La Horaine est une vedette servant aux relèves, pour l'entretien et le ravitaillement du Service des phares et balises des Côtes-d'Armor lancée en 1957 et construite par les Ateliers et Chantiers Auroux d'Arcachon. Basée à Lézardrieux, cette vedette était affectée aux relèves des gardiens de phares, à leur ravitaillement ainsi qu'à l'entretien des signaux maritimes jusqu'en 2006.
Elle a remplacé en 1958 l'ancienne vedette du même nom construite en 1938, dont elle était un sister-ship, pour le service principal des phares des Roches-Douvres et du Grand Léjon.
L'ancienne vedette, renommée La Triagoz, fut rattachée au port de  Perros-Guirec pour terminer sa carrière. La Triagoz a effectué des relèves des phares des Sept-Îles et des Triagoz jusqu'en 1979.
La première vedette du nom La Horaine a servi à l'évasion de plusieurs résistants français vers Dartmouth en novembre 1943.
Vendue par les Domaines à un particulier en 2008, la vedette a depuis cette date, comme port d'attache Paimpol et est classée « Bateau d'intérêt patrimonial » par la Fondation du patrimoine maritime et fluvial.

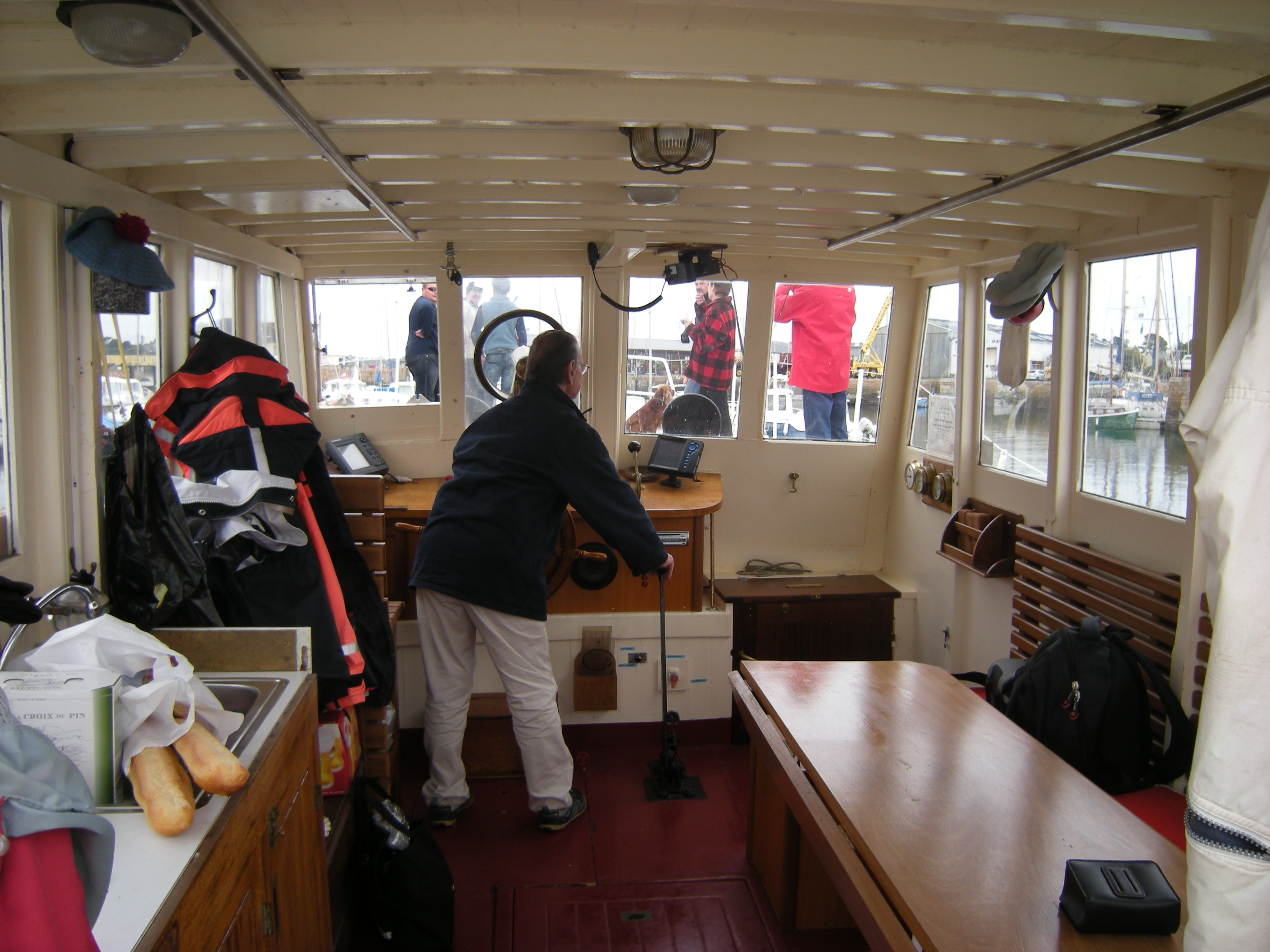
Intérieur de la timonerie de La Horaine, quittant le port de Paimpol, en route pour le passage de la Route du Rhum 2010 au N-E de Bréhat, au large du plateau de la Horaine, dont elle a repris le nom.

## Caractéristiques de la vedette
Les éléments qui suivent figurent dans le dossier du bâtiment, que la subdivision des Phares et balises de Lézardrieux, a remis à son acquéreur privé en 2008.

### Coque
La Horaine a été construite en 1957 à Arcachon par les Ateliers et Chantiers Auroux. Longue de 15,6 m et large de 4,06 m, sa longueur de flottaison est de 14,5 m. Son tonnage est de 26,82 tjb. Elle déplace environ 20 tonnes.
Sa coque est une construction en bois bordée à franc-bord, entièrement pontée, munie d'une timonerie légèrement sur l'arrière, au moteur central.
Son pont à teugue comprend un pont avant et un pont arrière situé à un niveau inférieur. Le pont avant est prolongé au même niveau par une superstructure permettant la ventilation et l'éclairage de la chambre des machines. Cette superstructure se termine par la cabine, qui est le poste de pilotage, ou la timonerie. Celle-ci était complétée par un auvent toilé recouvrant partiellement la baignoire sur l'arrière.
Cette baignoire d'origine, a été supprimée pour des raisons de sécurité, la cabine contenant la timonerie ayant été rallongée vers l'arrière sur son emplacement.
Une ancienne voilure d'appoint, constituée d'un foc et d'une misaine à corne équipait la vedette à ses débuts.
Un canot servant aux relèves des gardiens de phare fait partie de son armement.

### Échantillonnage
Suivant le plan d'échantillonnage no 260-261 des "Chantiers Auroux" du 24 octobre 1957, la charpente - quille, varangues, carlingue et carlingots, bauquière, barrots et barrottins, bourlingue et longerons de moteur - fut construite en chêne.
Les ponts et hiloires sont en iroko, le bordé en acajou est posé sur les membrures en acacia cintrées à la vapeur.

### Propulsion

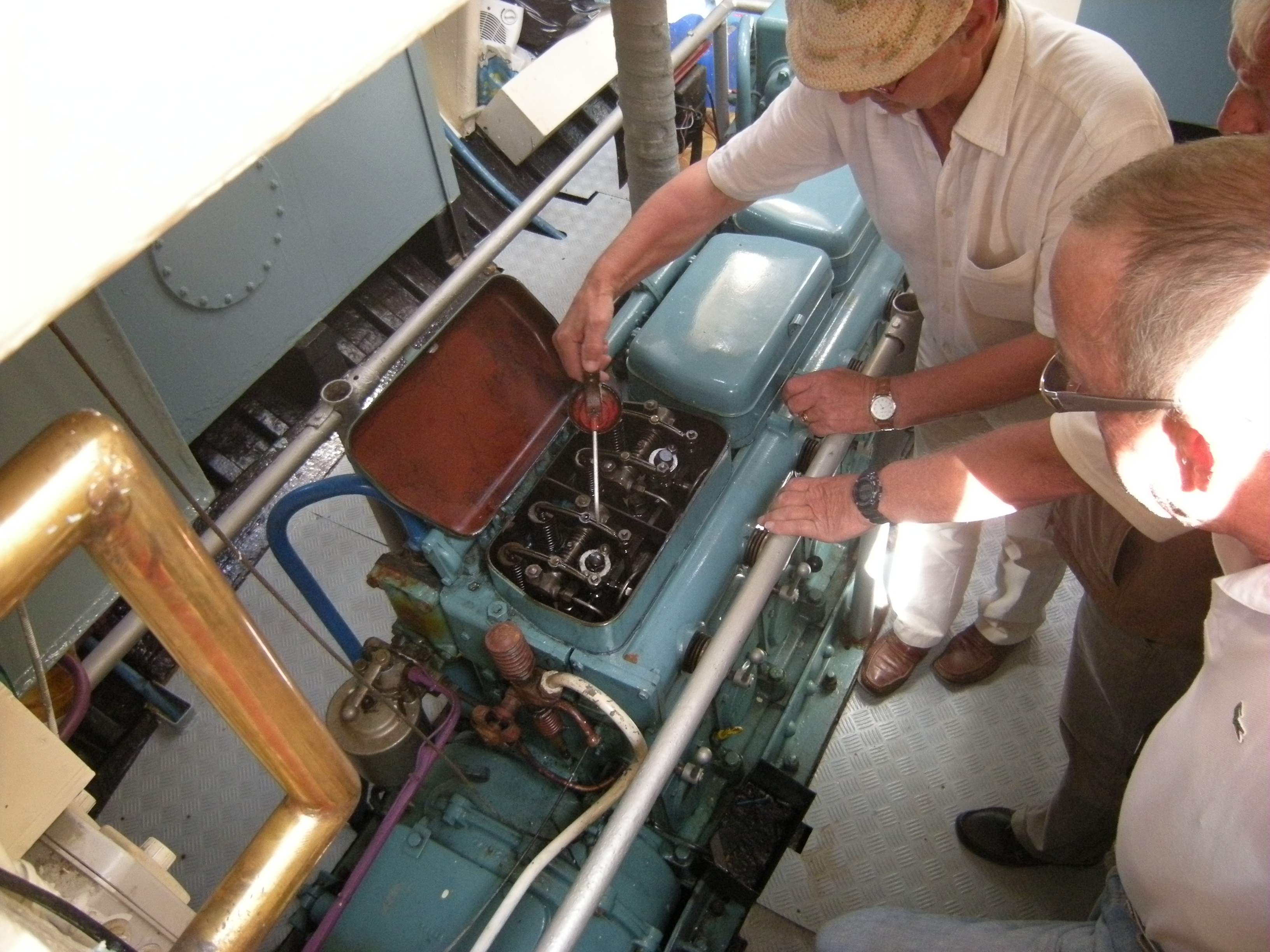
Lubrification à la burette des culbuteurs du moteur Baudouin DK6 avant son démarrage.

Le moteur Diesel Baudouin DK6 à 6 cylindres en ligne, de 88 kW à 1 000 tr/min entraîne une hélice à 3 pales de diamètre 840 mm au pas de 540 mm par l'intermédiaire d'un réducteur- inverseur aux 3/4, d'origine.
En 1962 des problèmes d'usure par cavitation de l'hélice et de sa remplaçante, conduisent à remplacer l'hélice de diamètre 840 mm par une hélice de diamètre 1 000 mm, en réduisant sa vitesse de rotation par l'adoption d'un réducteur de 1/2 au lieu de 3/4 et la reculer de 200 mm par rapport à l'étambot.
Le démarrage du moteur s'effectue à l'air comprimé. Deux bouteilles d'air, permettant de 3 à 6 démarrages sont rechargées par le même cylindre moteur qui permet son lancement. Ce cylindre est ensuite remis en mode de fonctionnement normal, c'est-à-dire isolé du circuit d'air comprimé et alimenté en gazole. Les premières explosions sont réalisées, pour des démarrages à froid, à l'aide de cigarettes d'allumage servant de bougies de préchauffage, et installées manuellement.
La lubrification du moteur est réalisée par barbotage du vilebrequin, la partie supérieure étant lubrifiée manuellement à l'aide d'une burette au niveau des rainures supérieures des culbuteurs avant le démarrage. Toutes les quatre heures de marche, le mécanicien appuie ensuite sur une pédale actionnant une pompe à huile.

### Aménagements

La Horaine suivant les plans de 1957 des Ateliers et Chantiers Auroux.

De l'avant à l'arrière : puits à chaînes, poste d'équipage, toilettes, compartiment moteur, timonerie, plage arrière, coqueron arrière.
La timonerie a été allongée sur l'arrière, la plage arrière est au même niveau que le plancher de la timonerie, la baignoire arrière supprimée.
La coque comporte 4 cloisons étanches. Voir le schéma.

## Les évadés deLa Horaine

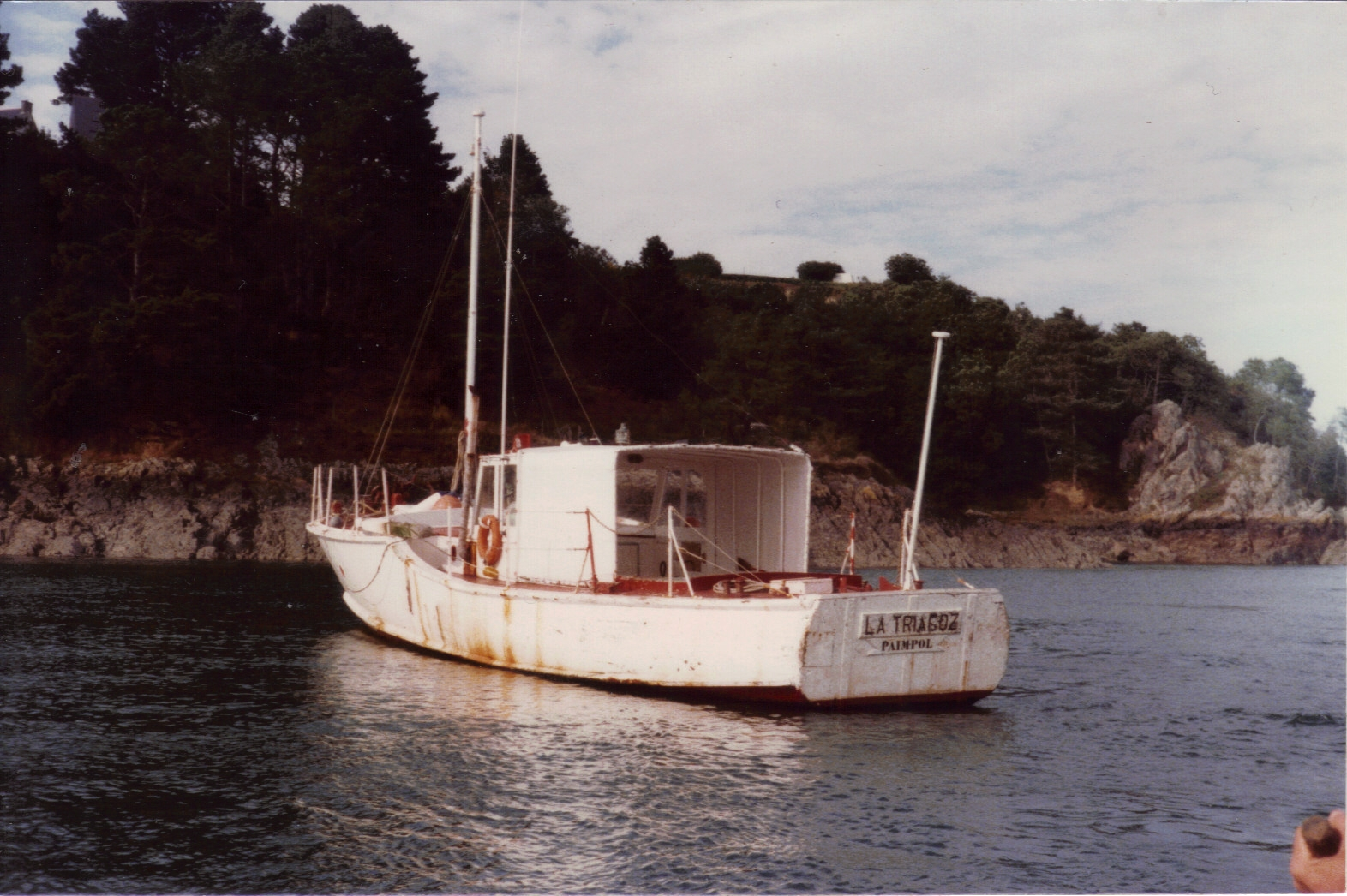
La vedette La Horaine, la première du nom, celle qui servit à l'évasion de 1943, renommée La Triagoz, photographiée en 1977 à Lézardrieux par François Jouas-Poutrel, gardien du phare des Roches-Douvres pendant 21 ans.

Le 22 novembre 1943, à la faveur d'une relève du gardien du phare des Roches-Douvres, la vedette La Horaine prend le chemin de Dartmouth, au lieu de revenir à Lézardrieux, avec à son bord Charles Jézéquel, le gardien de phare descendant, Jean Le Meur, un autre gardien de phare, le mécanicien de La Horaine Pierre Richard, son pilote Louis Thomas, Yvon Jézéquel, membre de l'équipage, et Karl, un militaire allemand fait prisonnier lors de l'évasion.
L'opération, d'abord prévue pour le 15 novembre 1943, est repoussée au 22 novembre d'abord pour cause de tempête, puis pour un mitraillage malencontreux de La Horaine par la Royal Air Force, la RAF l'ayant confondue avec une vedette rapide allemande stationnée également à Lézardrieux.
Cette opération a un double objectif : permettre à l'équipage enrôlé et à deux des gardiens de phares basés à Lézardrieux de rejoindre le monde libre, ainsi qu'à deux douzaines d'hommes en attente à Plougrescant, dont des pilotes alliés dont les avions avaient été abattus.
L'opération La Horaine est organisée par le lieutenant André Cann et l'ingénieur des ponts et chaussées André Le Bras, alors responsable local du Service des phares et balises et membre du réseau Cohors-Asturies.
À la suite du report de la date, la marée étant défavorable à l'approche de Plougrescant, la seconde phase de l'opération échoue, et seulement les cinq personnes précitées gagnent l'Angleterre après avoir neutralisé Karl, le soldat allemand, sur la route des Roches-Douvres à Plougrescant. Elles arrivent en Angleterre le 23 novembre 1943. Les évadés ont eu des destins divers, en particulier Yvon Jézéquel, qui revient en Bretagne en janvier 1944 monter une mission Blavet, en liaison avec le réseau Turquoise.
Yvon Jézéquel (1924-1945), né à Lézardrieux, est inscrit en 1942 dans une classe préparatoire et désire intégrer l'École navale.
Après la fermeture des classes préparatoires à cette école par le Gouvernement de Vichy, qui suivait le sabordage de la flotte française à Toulon, Yvon Jézequel envisage de s'engager dans les Forces navales françaises libres en utilisant La Horaine. André Le Bras lui conseille de participer à cette évasion groupée de novembre 1943, qui se concrétise pour lui par une formation d'agent secret intensive en Angleterre, et un retour le 30 janvier 1944 à l'Île d'Er comme chef du réseau Turquoise. Ce réseau Turquoise, chargé du renseignement sur la baie du Mont Saint-Michel, est démantelé par la Gestapo en avril 1944. Des trente trois membres du réseau, quatorze sont déportés, et sept mourront dans les camps, dont Yvon Jézéquel et sa sœur Simone.

## Classement au Patrimoine maritime et fluvial
La Horaine, deuxième du nom, a été labellisée BIP (Bateau d'intérêt patrimonial) par
la Fondation du patrimoine maritime et fluvial en 2008 sous le no 333226 comme bateau de service.